# 蔡邦華
蔡邦華（1902年10月6日—1983年8月8日），男，江苏溧阳人，昆蟲學家，中国昆虫学奠基人之一。 第1屆中國科學院生命科學部學部委員（院士）。

## 生平

### 早年
1920年留學日本，鹿儿岛高等农林学校（現在的鹿兒島大學）动植物科畢業（1924年），專業是昆蟲學。
畢業后到北京大學生物系教書，1927年到东京帝国大学农学部讀書，1928年中止學業。回国后，他在浙江大学农学院任教。1930年－1936年，他被浙江大学派往德国进修。1932年8月，他参加了在法国巴黎召开的第五届国际昆虫学大会。1936年后，他历任浙江大学农学院教授，南京中央农业实验所技正，浙江省昆虫局局长，浙江大学农学院院长、浙大校务委员会临时主席（代行校长职权）等职。

### 台灣
1945年與羅宗洛、陸志鴻、馬廷英、蘇步青、陳建功到台灣接收台北帝國大學。
同年12月，行政院核定校名國立臺灣大學，派羅宗洛為代理校長，他被羅代理校長聘為農學院院長，兼昆蟲學系主任。
是台大農學院第1位院長和昆蟲學系第1位主任。
1946年4月永遠離開台灣。

### 中華人民共和國
中國人民解放軍佔領杭州后，他以浙江大學農學院院長兼浙江大學校務委員會主席，代行校長職務。
1949年9月當選中国人民政治协商会议第1届全国委员会委员到北京開會，1949年10月1日參加天安門開國大典。 1951年參加中國民主同盟。 當選了第2、第3届全国人大代表和第4、第5、第6届全国政协委员。1981年入中国共产党。
1953年奉调中国科学院昆虫研究所任副所长。1962年动物研究所与昆虫所合并，蔡邦华任动物所研究员、副所长。1983年8月8日因病逝世于北京。

## 家庭
儿子蔡恒胜，为《中关村回忆》主要作者之一。